# Chằn tinh
Chằn tinh (Chữ Nôm: 陳精 hoặc 𤠶精) là yêu quái trong truyền thuyết của người Việt, xuất hiện truyện cổ tích Thạch Sanh - Lý Thông. Theo đó, Chằn Tinh là một loài sinh vật có vẻ ngoài hung hãn, dữ tợn. Nó thường được mô tả giống với Dạ-xoa của Trung Quốc hay con Yeak trong văn hóa Campuchia.

## Huyền sử
Bắc Bộ
Tại nơi ngày nay là Bắc Bộ tồn tại rất ít giai thoại chằn tinh, tuy vậy cũng có một số tác phẩm tiêu biểu như Thạch Sanh, Trương Viên. Ở Cao Bằng, Thạch Sanh được thờ như người đã tiêu  diệt Chằn tinh. Ngoài ra, Chằn tinh ở đây còn có nhiều mô tả giống với Dạ Xoa của Trung Hoa.
Nhưng nhìn chung, huyền thoại chằn tinh trong không gian văn hóa Bắc Bộ không đặc sắc.
Nam Bộ
Tại khu vực Tây Nam Bộ, do địa hình hiểm trở cộng với số lượng lớn sinh vật hoang dã mới tồn tại qua bao đời, cảnh sống hiểm nguy phát sinh những câu chuyện rất phong phú về sinh vật kì dị gọi là Chằn tinh. Chằn tinh ở không gian văn hóa phương Nam không chỉ có mặt dữ mà còn phần thiện, cho thấy Chằn tinh có nhiều nét văn hoá độc đáo hơn hơn so với miền Bắc. Một điểm khác với miền Bắc, là Chằn tinh của vùng Nam Bộ có nhiều nét giống với con Yeak trong văn hoá Campuchia, có thể là do ảnh hưởng từ người Kh'mer khi người dân đến nơi đây.
Các tác phẩm Đại Nam liệt truyện, Việt sử giai thoại và Kho tàng cổ tích Việt Nam dẫn ra khá nhiều dạng cốt truyện về nhân vật Bà chằng hay Bà chằn, một nhân vật huyền bí có nhiều nét giống với sinh vật Chằn tinh.

## Tranh cãi
Là con Yak / Yeak trong Phật Giáo
Đây là mô tả giống nhất về Chằn Tinh, được cấu thành từ văn hoá Tây Nam Bộ của Việt Nam. Bắt nguồn từ con Yeak của văn hoá Khmer. Ngoài ra, thì ở Cao Bằng cũng có nơi thờ Thạch Sanh, anh hùng diệt Chằn Tinh. Có khả năng là ảnh hưởng từ Quỷ Dạ Xoa trong văn hoá Trung Hoa. 
Trong văn hoá tín ngưỡng Phật Giáo nói chung và tín ngưỡng con Yeak của văn hoá Khmer nói riêng. Văn học, truyện cổ tích Khmer, hình tượng Chằn thường xuất hiện tượng trưng cho cái xấu, cái ác, nhân vật phản diện, chuyên phá hoại, gây ra nghịch cảnh, đau khổ cho nhiều người. Nhưng trong các lễ nghi tín ngưỡng dân gian, cư dân Khmer với truyền thống nông nghiệp đã biết cách dung hòa tín ngưỡng liên quan đến chằn và Phật giáo, mượn hình ảnh Chằn để hể hiện ước muốn xua đuổi điều dữ, đón sự an lành, may mắn trong đời sống, Chằn xuất hiện với chức năng như vị thần bảo vệ người dân, bảo vệ chùa mang ý nghĩa cái thiện cái thiện chiến thắng cái ác, chính nghĩa thắng hung tàn.
Dạ Xoa
Tương tự như Yak / Yeak, có nhiều mô tả về việc Chằn Tinh rất giống với ngoại hình như răng nhọn, mắt to, mũi hếch, da màu tối, mặt mày dữ tợn. Và tính khí như hưng dữ, độc ác, luôn quấy phá, làm hại người dân. Nhưng cũng có khi lại làm việc tốt, giúp đỡ người khốn khổ, được người dân thờ cúng. Việc Chằn Tinh giống với Dạ Xoa bắt nguồn từ việc có tục truyền miệng về Chằn Tinh ở các tỉnh phía Bắc, đặc biệt là Cao Bằng, nơi thờ Thạch Sanh. 
Là Hổ hoá thành

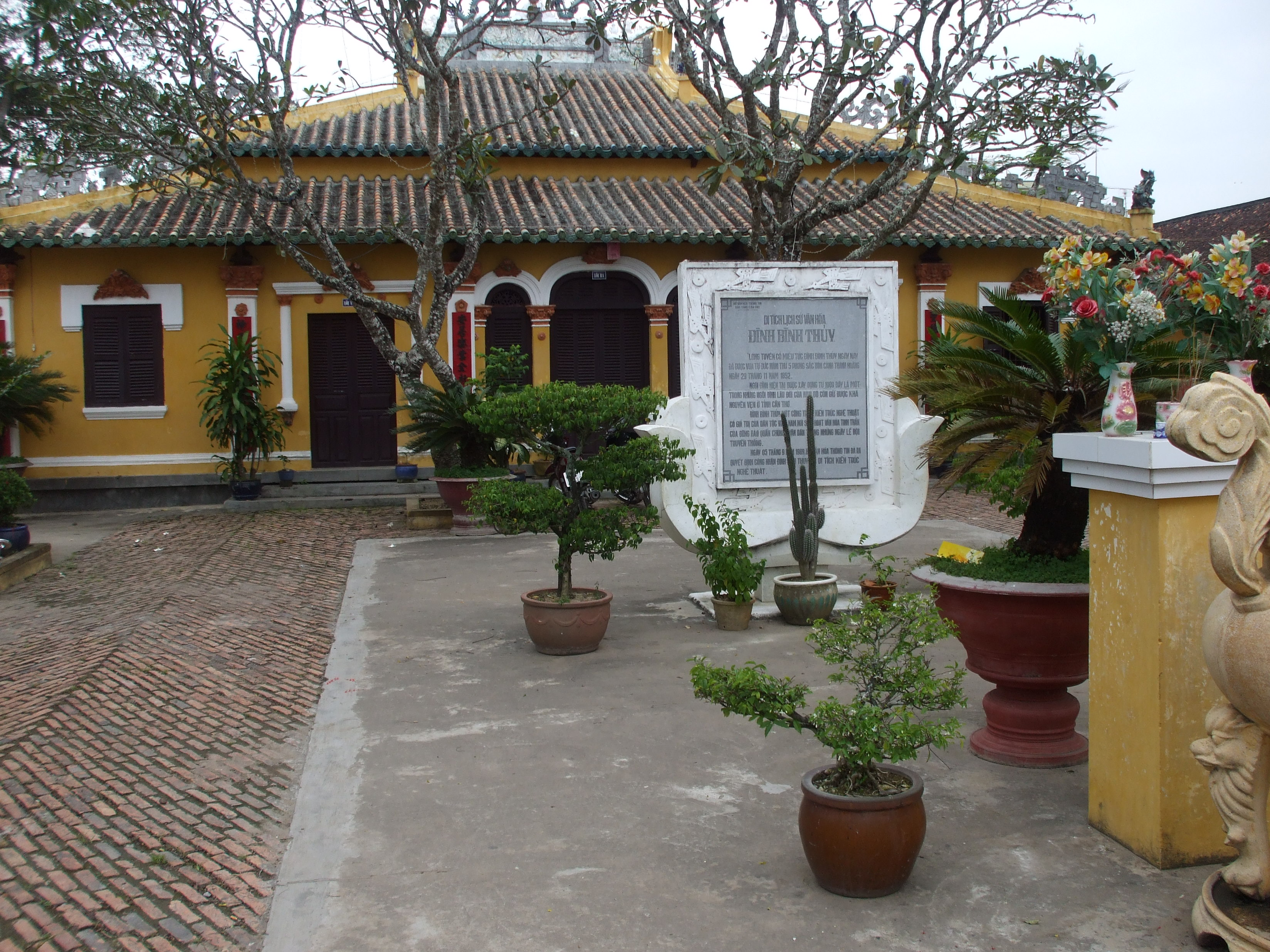
Đình thần Bình Thủy ở Cần Thơ là nơi diễn ra lễ tế giang sơn và cúng ông cọp.

Có ý kiến cho rằng, con cọp trong 12 con giáp được gọi là “dần”, từ đó nói trại thành “dần”, rồi tiếp tục nói trại thành “chằn”. Song, ý kiến này có vẻ gượng ép. Thông thường, điều gì không giải thích được, người ta có xu hướng viện dẫn lý do là… nói trại! Tuy nhiên, nói trại… gì mà lắm thế? Ý kiến khác cho rằng, “chằn” bắt nguồn từ chữ “machan” trong tiếng Mã Lai nghĩa là con cọp, người Việt gọi thành “bà chằn”. Đây là ý kiến được chấp nhận phổ biến nhất hiện nay.
Là Trăn hoá thành
Đây là hình tượng mà các phương tiện truyền thông thường hay nhắc đến vì sự nhầm lẫn. Chằn là con trăn Bắt nguồn từ câu thành ngữ quen thuộc trong dân gian là "chằn ăn trăn quấn", người ta suy đoán chằn có thể là con trăn hoặc giống loài có dòng họ với trăn. Nhưng nếu vậy, tại sao chằn không "quấn" như trăn mà lại "ăn"? Ngoài câu thành ngữ trên, không có thêm cơ sở nào khác để chứng minh cho giả thuyết này.

## Phổ biến
Hiện nay, không quá lạ khi người việt nam nghe đến từ Bà Chằn, ý chỉ những người phụ nữ hung dữ, đanh đá. Bà Chằn đã trở thành một từ thông dụng trong văn hoá đời sống sinh hoạt của người Việt Nam nói chung và người miền Tây Nam Bộ nói riêng. Ngoài ra, còn một số từ phổ biển khác như Xấu như Chằn, Dữ như Chằn.

## Liên kết

### Tư liệu
- Hạn hán trong tâm thức dân gian Nam Bộ
- Luận nghĩa "bà chằng"